# МЛП Академикс Гейдельберг
МЛП Академикс Гейдельберг — немецкий баскетбольный клуб из города Гейдельберг.

## История
В 1950-1960-х годах команда "Гейдельберг" доминировала в Бундеслиге, 13 раз становясь чемпионом (1948, 1951–1953, 1957–1962, 1966, 1973, 1977). В сезоне 2020-21 клуб впервые вышел в Бундеслигу.

## Известные игроки
- Пауль Ципзер
- Данило Бартель